# Dermacentor
Dermacentor (лат.) — род иксодовых клещей из подсемейства Rhipicephalinae.

## Описание
Все фазы имеют краевые глаза, как правило, овальные. Характерен пастбищный тип подстерегания. Цикл развития трёх-, двух- или однохозяинный.

## Классификация
В мировой фауне 8 подродов, из которых в Палеарктике встречается 4, в фауне бывшего СССР 3 подрода: Dermacentor (s. str.), Serdjukovia, Asiacentor.
Подрод Dermacentor Koch, 1844. Типовой вид Acarus reticulatus Fabricius, 1794, является единственным видом в подроде. Встречается в Европе и Азии до Западного Саяна, Западного Алтая, Саура и некоторых хребтов Тянь-Шаня. Цикл развития трёххозяинный.
Подрод Serdjukovia Dias, 1963. Типовой вид Dermacentor pomerantzevi Serdjukova, 1951. Встречается Европу и Азию до Западного Саяна, Западного Алтая, Саура и некоторых хребтов Тянь-Шаня. Цикл развития трёххозяинный.
Подрод Asiacentor Filippova et Panova, 1974. Типовой вид Dermacentor pavlovskyi Olenev, 1927. Встречается в Тянь-Шане, Гиссаре, Памиро-Алтае. Цикл развития трёххозяинный. Включает два вида: Dermacentor montanus и Dermacentor pavlovskyi.

## Виды
По состоянию на 2019, известно 41 видов:
- Dermacentor abaensis Teng, 1963
- Dermacentor albipictus Packard, 1869 – зимний клещ
- Dermacentor andersoni Stiles, 1908 – лесной клещ Скалистых гор
- Dermacentor asper Arthur, 1960
- Dermacentor atrosignatus Neumann, 1906
- Dermacentor auratus Supino, 1897
- Dermacentor bellulus Schulze, 1933
- Dermacentor circumguttatus Neumann, 1897
- Dermacentor compactus Neumann, 1901
- Dermacentor confragus Schulze, 1933
- Dermacentor dispar Cooley, 1937
- Dermacentor dissimilis Cooley, 1947
- Dermacentor everestianus Hirst, 1926
- Dermacentor filippovae Apanaskevich & Apanaskevich, 2015[4]
- Dermacentor halli McIntosh, 1931
- Dermacentor hunteri Bishopp, 1912
- Dermacentor imitans Warburton 1933
- Dermacentor kamshadalus Neumann, 1908[5]
- Dermacentor laothaiensis Apanaskevich et al., 2019[6]
- Dermacentor latus Cooley, 1937
- Dermacentor limbooliati Apanaskevich & Apanaskevich, 2015[7]
- Dermacentor marginatus Sulzer, 1776
- Dermacentor montanus Filippova & Panova, 1974
- Dermacentor nitens Neumann, 1897
- Dermacentor niveus Neumann 1897
- Dermacentor nuttalli Olenev, 1928
- Dermacentor occidentalis Marx, 1892 - клещ Тихоокеанского побережья
- Dermacentor panamensis Apanaskevich & Bermúdez, 2013[8]
- Dermacentor parumapertus Neumann, 1901
- Dermacentor pasteuri Apanaskevich et al., 2020[9]
- Dermacentor pavlovskyi Olenev 1927
- Dermacentor pomerantzevi Serdyukova, 1951
- Dermacentor pseudocompactus Apanaskevich & Apanaskevich, 2016[10]
- Dermacentor raskemensis Pomerantsev, 1946
- Dermacentor reticulatus Fabricius, 1794 – луговой клещ
- Dermacentor rhinocerinus Denny, 1843
- Dermacentor silvarum Olenev 1931
- Dermacentor sinicus Schulze, 1932
- Dermacentor steini Schulze, 1933
- Dermacentor taiwanensis Sugimoto, 1935
- Dermacentor tamokensis Apanaskevich & Apanaskevich, 2016[10]
- Dermacentor ushakovae Filippova & Panova 1987
- Dermacentor variabilis Say, 1821 – американский собачий клещ

## Хозяйственное значение некоторых представителей
Dermacentor marginatus (пастбищный клещ) — переносчик возбудителей клещевого североазиатского риккетсиоза, омской геморрагической лихорадки, геморрагической лихорадки Крым-Конго, клещевого энцефалита; носитель возбудителей чумы, туляремии, Ку-лихорадки, бруцеллёза; распространён в РФ на юге европейской части, Западной Сибири, в Средней Азии и Казахстане.
Dermacentor reticulatus (луговой клещ) — типичный обитатель зоны лиственных и смешанных лесов в Европе и Сибири. Предпочитает открытые пространства — лесные поляны, опушки леса, луга, пастбища, способен переносить затопление, обитает на заливных лугах, может встречаться на газонах. В местах выпаса скота создаются очаги массового размножения клеща Dermacentor reticulatus. Отличается высокой холодостойкостью. Активность луговых клещей начинается раньше, чем у таёжных клещей. При появлении проталин возможны укусы клещами Dermacentor reticulatus. Наибольшая активность луговых клещей в апреле — мае. На осень приходится второй, меньший пик активности.
Dermacentor niveus кусает лошадь, рогатый скот, овец, человека.
Dermacentor nuttalli – типичная степная форма, населяют открытые сухие ландшафты южных районов Восточной Сибири, Забайкалья, Монголии и горные степи Алтая.  В естественных биоценозах Прибайкалья для вида характерно наличие двух пиков активности, первый, высокий, в апреле и второй, менее выраженный, во второй половине августа и сентябре. В регионе D. nuttalli является одним из основных переносчиков возбудителя клещевого сыпного тифа, который сохраняется в клеще на протяжении всего жизненного цикла и может передаваться следующему поколению. Также этот вид играет роль в поддержании циркуляции возбудителя туляремии. К особенностям жизненного цикла клещей рода Dermacentor относится прохождение всех фаз в течение одного года и способность голодных имаго выдерживать две-три зимовки.
Dermacentor andersoni и Dermacentor variabilis (американский собачий клещ), встречающиеся в США и Канаде, передают человеку Rickettsia rickettsii. Симптомы появляются спустя 3-12 сут после укуса инфицированным клещом. Они включают лихорадку, сильную головную боль, внезапный озноб (см. Риккетсиозы). Укус Dermacentor andersoni и Dermacentor variabilis может вызвать клещевой паралич из-за нейротоксина, который вызывает быстро прогрессивный квадрипарез подобный синдрому Гийена-Барре. Нейротоксин предотвращает предсинаптический выпуск ацетилхолина от нейромускульных соединений. В условиях эксперимента Dermacentor variabilis передает возбудителя лихорадки Скалистых гор. Настоящим переносчиком последней является D. Andersoni venustus. При укусе Dermacentor variabilis развиваются быстро прогрессирующая мышечная слабость в конечностях, атаксия, горизонтальный нистагм и симптом Бакинского.

## Распространение
Космополитный род, видовое разнообразие снижено в неотропической и австралийской областях.